# ميخائيل سوندرز
ميخائيل سوندرز هو لاعب كرة قاعدة كندي، ولد في 19 نوفمبر 1986 في فيكتوريا في كندا.

## وصلات خارجية
- ميخائيل سوندرز على موقع دوري كرة القاعدة الرئيسي (الإنجليزية)
- ميخائيل سوندرز على موقعبيزبول رفرنس.كوم (الدوري الرئيسي) (الإنجليزية)
- ميخائيل سوندرز على موقعبيزبول رفرنس.كوم (الدوري الثانوي) (الإنجليزية)
- ميخائيل سوندرز على موقع إي إس بي إن.كوم (أم.أل.بي) (الإنجليزية)
- ميخائيل سوندرز على موقع مشجعي الرسوم البيانية (الإنجليزية)
- ميخائيل سوندرز على موقع أوليمبيديا (الإنجليزية)